# EPB Pointe-Noire
Der EPB Pointe-Noire ist ein Fußballverein aus Pointe-Noire in der Republik Kongo.
Der Verein spielte mehrere Jahre in der Ligue 1. 1994 konnte der Klub seinen größten Erfolg feiern, indem er den nationalen Pokal im Finale gegen den Inter Club Brazzaville gewannen. Damit qualifizierte er sich für einen afrikanischen Wettbewerb. Dort traf er auf den ghanaischen Verein Hearts of Oak. Nach der Heimspielniederlage verzichtete der Verein auf die Rückspiel-Austragung und schied damit aus. Aktuell spielt der Klub in den unteren Ligen des Landes.

## Statistik in den CAF-Wettbewerben
| Saison | Wettbewerb               | Runde    | Gegner        | Gesamt | Hin     | Rück |
| ------ | ------------------------ | -------- | ------------- | ------ | ------- | ---- |
| 1995   | African Cup Winners’ Cup | 1. Runde | Hearts of Oak | 1:3    | 1:3 (H) | n.a. |